# Intelsat II F–1
Az Intelsat II F–1 (Blue Bird, kék madár) amerikai távközlési műhold.

## Küldetés
Kereskedelmi kommunikációs műholdként szolgált. A Csendes-óceán felett állították volna pályába, hogy Ausztráliát összekapcsolja Amerikával.

## Jellemzői
Gyártotta a Hughes Space and Communications Company (Amerika), üzemeltette az Intelsat SA (Nemzetközi Távközlési Műhold Szervezet). 2011 márciusában a világ legnagyobb flottájával, 52 kommunikációs műholddal rendelkezik.
Megnevezései: Intelsat 2 F–1; Intelsat 2A;  International Telecommunications Satellite (Intelsat 2 F–1); COSPAR:1966-096A . Kódszáma: 2514.
1966. október 26-án a Cape Canaveralról (USAF)rakétaindító bázisról, az LC–17B (LC–Launch Complex) jelű indítóállványról egy
Thor Delta E1 (464/D42) hordozórakétával juttatták magas Föld körüli pályára (HEO = High-Earth Orbit).  Az orbitális egység pályája 718,70 perces, 17,3 fokos hajlásszögű, elliptikus pálya perigeuma 3328 kilométer, az apogeuma 37 070 kilométer volt.
A hordozórakéta harmadik fokozata nem tudta pályamagasságba emelni, ezért feladatában használhatatlan lett, korlátozott mértékben segítséget nyújtott a meteorológia meghatározásában.
Formája hengeres test, magassága 0,67, átmérője 1,42 méter, tömege 140 kilogramm. Működési idejét 3 évre tervezték. Forgás stabilizált műhold. Hasznos teher 2 darab 6 wattos jeladó 50Mhz sávszélességgel. 240 telefon (telefax, géptávíró) egy televíziós csatorna. Az űreszköz felületét napelemek borították, éjszakai (földárnyék) energia ellátását nikkel-cink akkumulátorok biztosították. Átjátszó antennáinak száma kettő. Gázfúvókái segítségével alkalmas volt pályakorrekciók végrehajtására.
2014. február 1-jén az elért orbitális pályában 11,97 órás, 16,97 fokos hajlásszögű, geoszinkron pálya perigeuma 3206 kilométer, az apogeuma 37 186 kilométer volt.